# Główny Myszołap w służbie Sekretariatu Gabinetu
Główny Myszołap w służbie Sekretariatu Gabinetu (ang. Chief Mouser to the Cabinet Office) – oficjalne stanowisko kota mieszkającego w rezydencji Premiera Wielkiej Brytanii – 10 Downing Street.
Brytyjski rząd zatrudniał zwierzęta do wyłapywania myszy w oficjalnej rezydencji Pierwszego Lorda Skarbu już w XVI wieku, ale najwcześniejsze dokumenty wspominające koty zajmujące to stanowisko pochodzą dopiero z lat dwudziestych XX wieku.
Pierwszym kotem nazwanym „Głównym Myszołapem” (Chief Mouser) oficjalnie przez Rząd Jego Królewskiej Mości jest zajmujący to stanowisko od 2011 roku kot Larry. Wcześniej tytuł ten był przyznawany nieoficjalnie, najczęściej przez brytyjskie media, historyków lub osoby pracujące w 10 Downing Street.

## Historia
Istnieją dowody na obecność kotów zatrudnianych przez rząd w rezydencji na Downing Street z czasów panowania Henryka VIII, kiedy kardynał Thomas Wolsey zamieszkał w 10 Downing Street razem ze swoim kotem po objęciu stanowiska lorda kanclerza. Oficjalne akta, uzyskane za pomocą Freedom of Information Act 2000, pierwszy raz wspominają o pozycji Głównego Myszołapa 3 czerwca 1929 roku, kiedy to A. E. Banham (pracownik Kancelarii Skarbu) upoważnił zarządcę rezydencji do „wydawania 1 pensa dziennie z kasy na utrzymywanie sprawnego myszołapa”. W kwietniu 1932 roku zarządca otrzymał pozwolenie na wydawanie 1 szylinga i 6 pensów. W XXI wieku na utrzymanie kota wydawane jest około 100 funtów rocznie.
Kot nie należy do premiera, rzadko zdarza się też, żeby kadencja premiera pokrywała się z kadencją Głównego Myszołapa. Najdłuższą kadencją wśród kotów mieszkających w 10 Downing Street cieszył się kot Wilberforce, który służył wspólnie z czterema premierami Wielkiej Brytanii: Edwardem Heathem, Haroldem Wilsonem, Jimem Callaghanem, oraz z Margaret Thatcher.

### XXI wiek
Obecnie stanowisko jest zajmowane przez kota Larry’ego. Został on pierwszym kotem, któremu oficjalnie przyznano to stanowisko. Wstąpił on na stanowisko 15 lutego 2011 roku, prawie 2 lata po tym, gdy kotka Sibila, jego poprzedniczka, zdechła. Kotka była prywatnym kotem ówczesnego kanclerza skarbu: Alistaira Darlinga, który zamieszkiwał w 10 Downing Street, kiedy ówczesny premier, Gordon Brown, mieszkał w większej rezydencji pod adresem 11 Downing Street.
W styczniu 2011 r. prasa zaobserwowała w 10 Downing Street szczury, które biegały po terenie rezydencji, zostały one uchwycone w jednym z reportaży telewizji ITN. Ówczesny rzecznik premiera ogłosił, że Downing Street nie planuje umieszczenia w rezydencji kolejnego kota; jednak już następnego dnia gazety poinformowały, że w 10 Downing Street zamieszka nowy Główny Myszołap, który zostanie sprowadzony w celu rozwiązania problemu gryzoni. 14 lutego 2011 roku London Evening Standard zawiadomił, że David Cameron wraz z rodziną wybrali nowego kota ze schroniska Battersea Dogs & Cats Home.
We wrześniu 2012 roku media doniosły, że Larry opuścił swoje stanowisko, a zastąpi go osobisty kot kanclerza skarbu Georgea Osborne’a – Freya, która dotychczasowo zajmowała się patrolowaniem rezydencji 11 Downing Street oraz 12 Downing Street. Niektóre źródła opisały nowy układ jako „podział pracy pomiędzy Larrym i Freją”, aby uniknąć sprawiania wrażenia, że premier pozbywa się kota, którego sam uratował ze schroniska. W listopadzie 2014 roku Freya opuściła Downing Street wraz ze swoim właścicielem, pozostawiło to Larry’ego jako jedynego myszołapa, który jest jedynym kotem oficjalnie wspomnianym na rządowej stronie.
W przeszłości wielokrotnie zdarzało się, że stanowisko było puste przez wiele lat. Często powtarzała się też sytuacja, w której stanowisko było zajęte przez parę kotów jednocześnie.

## Badania psychologiczne z udziałem Głównego Myszołapa
Robert Ford, politolog z University of Manchester, przeprowadził ankietę na temat reakcji uczestników na koty z Downing Street. Uczestnikom ankiety pokazano zdjęcie Humphreya, Głównego Myszołapa wyznaczonego przez Margaret Thatcher. Części z nich ujawniono, że był kotem Thatcher, innym z kolei powiedziano, że należał do Tony’ego Blaira. Opinie wobec kota były wyraźnie podzielone zgodnie z poglądami politycznymi. Wyborcy Partii Konserwatywnej bardziej lubili kota, kiedy powiedziano im, że należy do Thatcher, a wyborcy Partii Pracy oceniali swoje uczucia co do kota wyżej, kiedy mówiono im, że należy do Blaira. Ford podsumował, że poglądy polityczne kształtują reakcje na wszystko, co robi polityk, choć jest to banalne, podobne do efektu aureoli (i odwrotnego efektu zwanego „diabelskim halo”) obserwowanego przez psychologów.

## Lista kotów zajmujących stanowisko

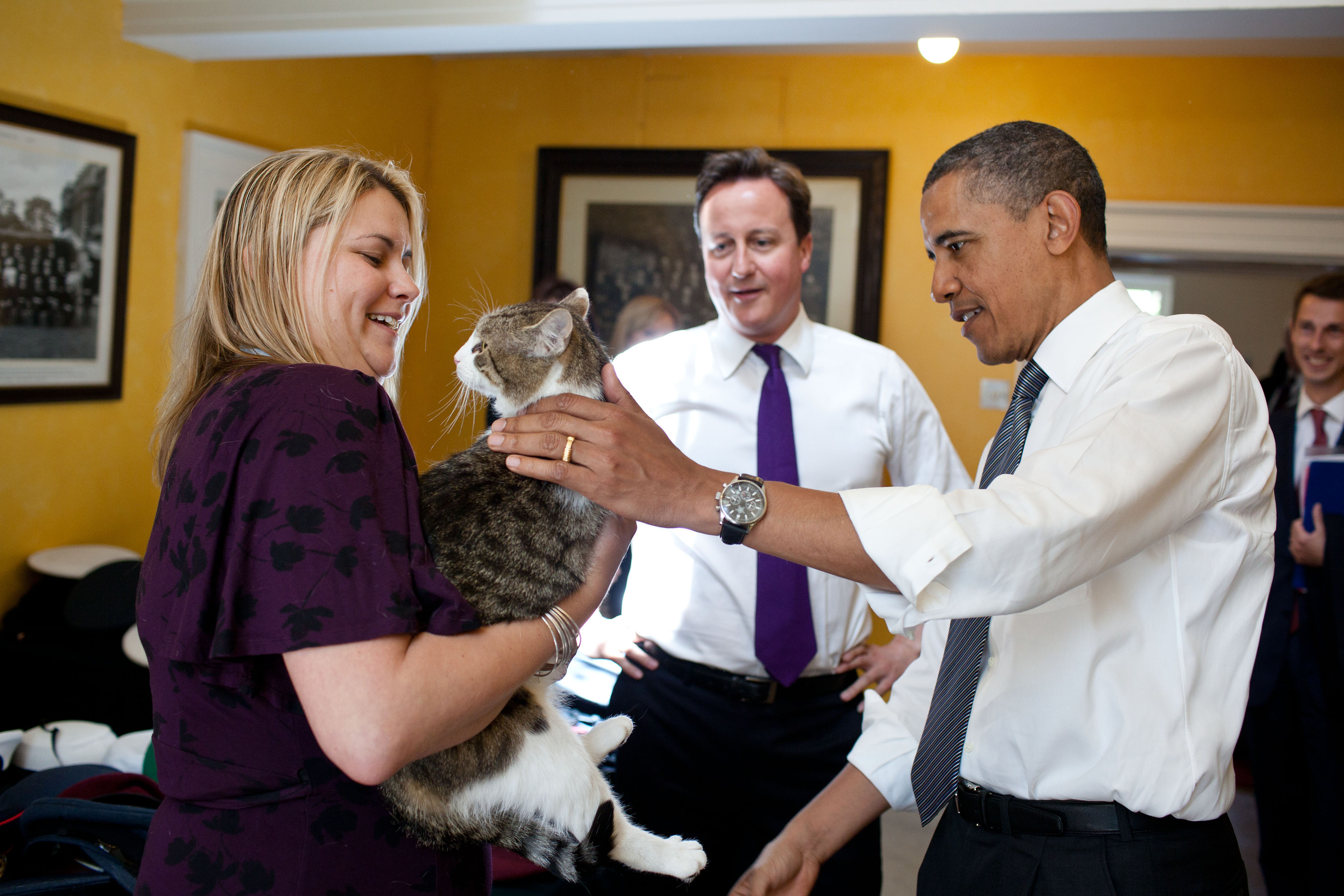
Larry w 2011 roku wspólnie z premierem Davidem Cameronem oraz prezydentem Stanów Zjednoczonych Barackiem Obamą.

| Imię                             | Od      | Do      | Urzędujący Premierzy                                                                      | Przypisy      |
| -------------------------------- | ------- | ------- | ----------------------------------------------------------------------------------------- | ------------- |
| Rufus of England „Treasury Bill” | 1924    | 1930    | Ramsay MacDonald                                                                          | [ 27 ]        |
| Peter                            | ???     | 1946    | Stanley Baldwin, Ramsay MacDonald, Neville Chamberlain, Winston Churchill, Clement Attlee | [ 5 ] [ 11 ]  |
| Munich Mouser                    | 1937–40 | 1943    | Neville Chamberlain, Winston Churchill                                                    | [ 29 ] [ 30 ] |
| Nelson                           | 1942    | 1945    | Winston Churchill                                                                         | [ 30 ] [ 30 ] |
| Peter II                         | 1946    | 1946    | Clement Attlee                                                                            | [ 5 ]         |
| Peter III                        | 1946    | 1964    | Clement Attlee, Winston Churchill, Anthony Eden, Harold Macmillan, Alec Douglas-Home      | [ 5 ]         |
| Peta                             | 1964    | 1976    | Alec Douglas-Home, Harold Wilson, Edward Heath                                            | [ 5 ]         |
| Wilberforce                      | 1973    | 1986    | Edward Heath, Harold Wilson, Jim Callaghan, Margaret Thatcher                             | [ 31 ]        |
| Humphrey                         | 1989    | 1997    | Margaret Thatcher, John Major, Tony Blair                                                 | [ 32 ]        |
| Sybil                            | 2007    | 2009    | Gordon Brown                                                                              | [ 31 ] [ 33 ] |
| Freya                            | 2012    | 2014    | David Cameron                                                                             | [ 22 ]        |
| Larry                            | 2011    | obecnie | David Cameron, Theresa May, Boris Johnson, Liz Truss, Rishi Sunak                         | [ 34 ]        |